# Discs of Tron
Discs of Tron est un jeu vidéo d'action développé et édité par Bally Midway, sorti en 1983 sur borne d'arcade. Il a fait l'objet d'un remake en 2008 sur Xbox 360.

## Accueil
- GameSpot : 4,9/10 (X360)[1]